# 阿默丁根
阿默丁根是德国巴伐利亚州的一个市镇。总面积19.10平方公里，总人口849人，其中男性405人，女性444人（2011年12月31日），人口密度44人/平方公里。